# Sous-région de Hämeenlinna
La sous-région de Hämeenlinna (finnois : Hämeenlinnan seutukunta) est une sous-région de Kanta-Häme en Finlande. 
Au niveau 1 (LAU 1) des unités administratives locales définies par l'Union européenne elle porte le numéro 051.

## Municipalités
La sous-région de Hämeenlinna est composée des municipalités suivantes :
| Blason               | Municipalité             |
| -------------------- | ------------------------ |
| Hattulan vaakuna     | Hattula (municipalité)   |
| Hämeenlinnan vaakuna | Hämeenlinna (ville)      |
| Janakkalan vaakuna   | Janakkala (municipalité) |

## Population
Depuis 1980, l'évolution démographique de la sous-région de Hämeenlinna est la suivante,:
| Année      | 1980   | 1985   | 1990   | 1995   | 2000   | 2005   | 2010   |
| ---------- | ------ | ------ | ------ | ------ | ------ | ------ | ------ |
| population | 81 775 | 82 609 | 85 247 | 86 650 | 87 583 | 89 474 | 93 378 |